# The Killers
The Killers es una banda de rock estadounidense formada en 2001 en Las Vegas (Nevada) por el vocalista, teclista y bajista Brandon Flowers y el guitarrista Dave Keuning. La banda actualmente está formada por Brandon Flowers, Dave Keuning, Mark Stoermer y Ronnie Vannucci Jr. Después de llamar la atención de un busca talentos, el grupo firmó con el sello independiente británico Lizard King Records y el estadounidense Island Records.
La banda ha lanzado siete álbumes de estudio: Hot Fuss (2004), Sam's Town (2006), Day & Age (2008), Battle Born (2012), Wonderful Wonderful (2017), Imploding the Mirage (2020) y su reciente álbum Pressure Machine (2021). Todos los álbumes han ocupado el puesto número uno en UK y en Irlanda; además, se estima que han vendido 22 millones de álbumes en todo el mundo. Por otra parte, también han lanzado un álbum recopilatorio (Sawdust, en 2007), un álbum en vivo (Live from the Royal Albert Hall, en 2009) y un álbum de grandes éxitos (Direct Hits, en 2013).

## Historia

### 2001-2003: orígenes y formación
En 2001, Brandon Flowers fue expulsado de su primera banda, un trío de synth pop proveniente de Las Vegas conocido como Blush Response, tras la negativa a mudarse con ellos a Los Ángeles. Luego de asistir a un concierto de Oasis en el Hard Rock Hotel & Casino, Flowers decidió que quería dedicarse a la música. En ese tiempo, Dave Keuning, guitarrista de 25 años que se había mudado desde Iowa a Las Vegas, publicó un anuncio en el periódico, manifestando su deseo de formar una banda de rock. Flowers encontró dicho aviso y acudió al llamado. Luego de conocer a Dave, comenzaron la búsqueda de músicos con estilos similares a ellos. Ambos compartieron sus influencias musicales y pronto empezaron a escribir canciones en el departamento de Keuning. A fines de 2001, grabaron un demo en el estudio Kill The Messenger; el demo contenía cuatro canciones: «Desperate», «Replaceable» y las primeras versiones de «Mr. Brightside» y «Under the Gun». El baterista de la zona, Matt Norcross, se encargó de la percusión en las grabaciones, mientras que Dell Neal, quien anteriormente fue compañero de cuarto de Keuning, se encargó del bajo en dos de las pistas. Keuning y Flowers tocaron en vivo por primera vez en el Café Espresso Roma, en Las Vegas, en enero de 2002; el par, junto con Neal y Norcross, comenzó a tocar en numerosos lugares alrededor de Las Vegas donde, además, entregaban copias gratis de su demo. The Killers trajeron un estilo único a la pequeña escena musical de Las Vegas, donde predominaban estilos como el punk, nu metal y rap; de hecho, un crítico local afirmó que «The Killers, por suerte, tienen originalidad a diferencia de las otras bandas de la ciudad» y describió su sonido como una mezcla entre los «estilos de la música pop británica y el emergente indie rock moderno». Sin embargo, The Killers, cuyos primeros conciertos en vivo fueron descritos como novedosos, en el verano boreal de 2002 despidieron al baterista Matt Norcross, fue reemplazado brevemente por Brian Havens, quien también terminó siendo despedido. Posteriormente, el bajista Dell Neal abandonó la banda por motivos personales.
El baterista Ronnie Vannucci Jr. y el bajista Mark Stoermer eran miembros de otras bandas cuando conocieron a Keuning y a Flowers. Finalmente, ambos fueron convencidos de unirse a The Killers, y en noviembre de 2002 la formación actual del grupo estaba completa. Los cuatro comenzaron a reunirse en el garaje de Vannucci para trabajar en nuevas canciones; además, entraban sin permiso al cuarto de música de la Universidad de Nevada, Las Vegas (donde Vannucci estudiaba percusión orquestal) durante las noches. El grupo escribió gran parte del álbum debut Hot Fuss durante estas sesiones, incluidos los sencillos «Somebody Told Me» y «Smile Like You Mean It».
La banda continuó tocando en lugares pequeños en Las Vegas, donde se formaron pocos pero leales seguidores. El grupo atrajo la atención de Braden Merrick, un busca talentos de Warner Bros. Records que encontró el demo del grupo en un sitio web dedicado a bandas sin discográficas en el área de Las Vegas, después de asistir a un espectáculo en vivo que se hizo para que The Killers pudieran obtener un contrato discográfico y, finalmente, un mánager. Él llevó a la banda a la zona de San Francisco, específicamente a Berkeley, a grabar un demo con el exmánager de Green Day, Jeff Saltzman, para luego enviar las grabaciones a los principales sellos discográficos de Estados Unidos. La mayoría de los sellos rechazaron al grupo, pero Warner Bros. los invitó al evento MOBfest en Chicago. Aunque Warner Bros. no quedó impresionado con The Killers después del evento, la banda llamó la atención de Niall Norbury, quien era del Reino Unido. Norbury llevó consigo un demo con cinco canciones compuestas por la banda: «Jenny Was a Friend of Mine», «Mr. Brightside», «Glamorous Indie Rock & Roll», «Somebody Told Me» y «On Top», y se lo mostró a su amigo Ben Durling, que trabajaba en la discográfica independiente Lizard King Records. The Killers firmaron con el sello británico en julio de 2003.

### 2003-2005:Hot Fuss
El 19 de agosto de 2003, la canción «Mr. Brightside» fue estrenada en el programa del DJ Zane Lowe a través de BBC Radio 1 en el Reino Unido. Luego, The Killers viajaron a Londres e hicieron cuatro conciertos en cuatro noches. El 29 de septiembre de 2003, la canción «Mr. Brightside» fue lanzada en un número limitado de CD y vinilos en el Reino Unido, obteniendo críticas positivas de la canción y de los conciertos. Como resultado de los rumores generados en el Reino Unido, la banda, al regresar a Estados Unidos, fue invitada a tocar en la ASCAP CMJ Music Marathon en Nueva York. Una variedad de sellos discográficos se vieron interesados en el grupo, pero finalmente Island Def Jam fue escogido.

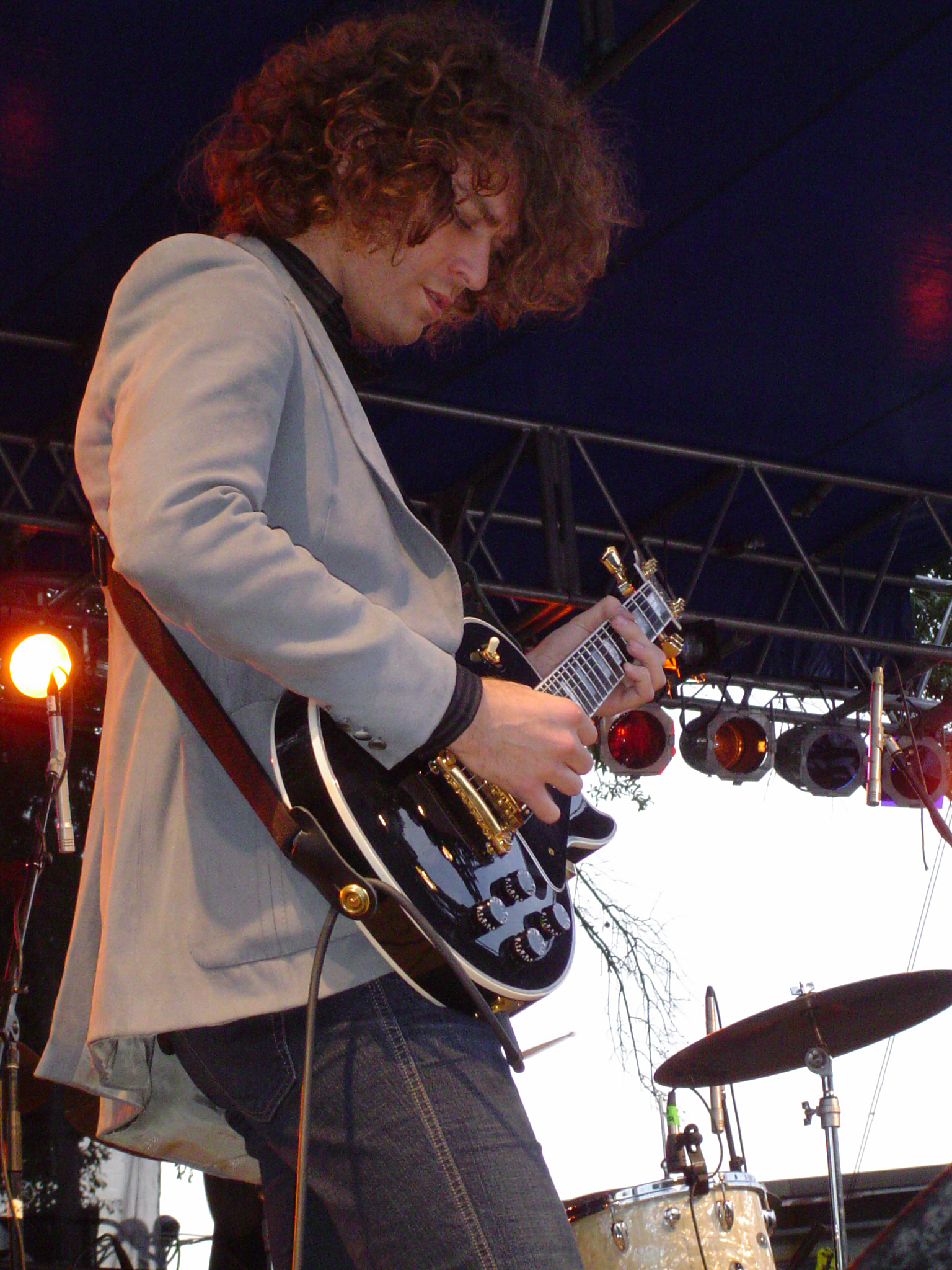
Dave Keuning, guitarrista de The Killers, durante el tour que promocionó el álbum debut de la banda, Hot Fuss.

La banda terminó de grabar Hot Fuss en noviembre de 2003 junto a Jeff Saltzman. Decidieron no cambiar los demos grabados anteriormente ya que sentían una mayor espontaneidad, cosa que en las nuevas grabaciones no sucedía. Poco después, volvieron a Londres para telonear a British Sea Power y para terminar de mezclar el álbum junto a Alan Moulder. Durante la primera parte de 2004, recorrieron el Reino Unido y Estados Unidos siendo teloneros de Stellastarr; además, Morrissey los escogió para que abrieran en algunas de las fechas que él tenía en Estados Unidos. La primera gira propia de la banda comenzó en el Reino Unido en mayo de 2004. Durante la primavera y el verano boreal del mismo año, la lista de canciones interpretadas en festivales de Europa y de Norteamérica fue elogiada, lo que ayudó a aumentar la creciente base de fanáticos de The Killers.
The Killers lanzaron su álbum debut, Hot Fuss, en junio de 2004 en el Reino Unido, a través de la discográfica Lizard King, y en Estados Unidos, a través de Island Records. Recibió críticas principalmente favorables. Lo extenso de la gira, el éxito tras las nominaciones de los sencillos «Somebody Told Me», «All These Things That I've Done» y «Mr. Brightside» a los Grammy, y que la banda entrara en los diez mejores del Reino Unido y de Estados Unidos, llevó al álbum a convertirse en un gran éxito comercial. Hot Fuss alcanzó el número uno en el Reino Unido en enero de 2005, tan solo siete meses después de su lanzamiento, y ha sido certificado 7 veces con disco de platino en el Reino Unido e Irlanda. En cambio, en Estados Unidos, el álbum alcanzó el puesto número siete en abril de 2005 y fue certificado 3 veces con disco de platino. Además, alcanzó el primer lugar en Australia, donde fue certificado 3 veces con disco de platino al igual que en Canadá, en Nueva Zelanda también obtuvo disco de platino, mientras que en Alemania, Argentina, Bélgica y Francia obtuvo disco de oro. The Killers fueron nombrados en 2005 como el grupo nuevo que más vendió en el mundo por World Music Awards; de hecho, ese mismo año fueron nominados a tres premios Grammy, entre los que destacaba la nominación de Hot Fuss a mejor álbum de rock. En el Reino Unido ganó un premio NME por mejor banda internacional.
En la versión inglesa de Hot Fuss, la octava canción es «Glamorous Indie Rock & Roll» en vez de «Change Your Mind». En 2005, una edición limitada del álbum fue lanzada en Norteamérica, en donde se incluyeron los lados B «Under the Gun», «The Ballad of Michael Valentine» y «Glamorous Indie Rock & Roll».
La banda despidió a su mánager, Braden Merrick, en 2005. Más tarde, Merrick presentó una demanda en contra la banda y en contra el nuevo mánager y abogado de esta, Robert Reynolds. La defensa de The Killers afirmó que la mala gestión de Merrick le había costado al grupo millones de dólares. El caso llegó a su fin en 2009.
En julio de 2005, The Killers actuaron en el concierto Live 8 realizado en Londres, tocando «All These Things That I've Done», donde posteriormente Robbie Williams les rindió un pequeño homenaje, incorporando el estribillo de la misma canción, «I got soul, but I'm not a soldier», en su propia presentación. Coldplay y U2 hicieron lo mismo y, en sus distintos conciertos realizados en Las Vegas, con The Killers en la multitud, incorporaron aquel estribillo en sus canciones «God Put a Smile Upon Your Face» y «Beautiful Day», respectivamente.

### 2005-2007:Sam's TownySawdust
Poco tiempo después de que terminara la gira de Hot Fuss, la banda regresó al estudio para comenzar con las grabaciones de su segundo álbum junto a Alan Moulder y Flood. La mayor parte del álbum se grabó en el Studio at the Palms en Las Vegas y los últimos detalles se hicieron en los Criterion Studios de Londres en junio de 2006. Al terminar Sam's Town, Flowers sintió que la banda había hecho «uno de los mejores álbumes de los últimos veinte años»; además, este capturó «todo lo importante que me llevó a donde estoy hoy». En julio de 2006, el sencillo principal, «When You Were Young», se estrenó, convirtiéndose en un éxito. Obtuvo, en su mayoría, críticas positivas al incorporar elementos del heartland rock.

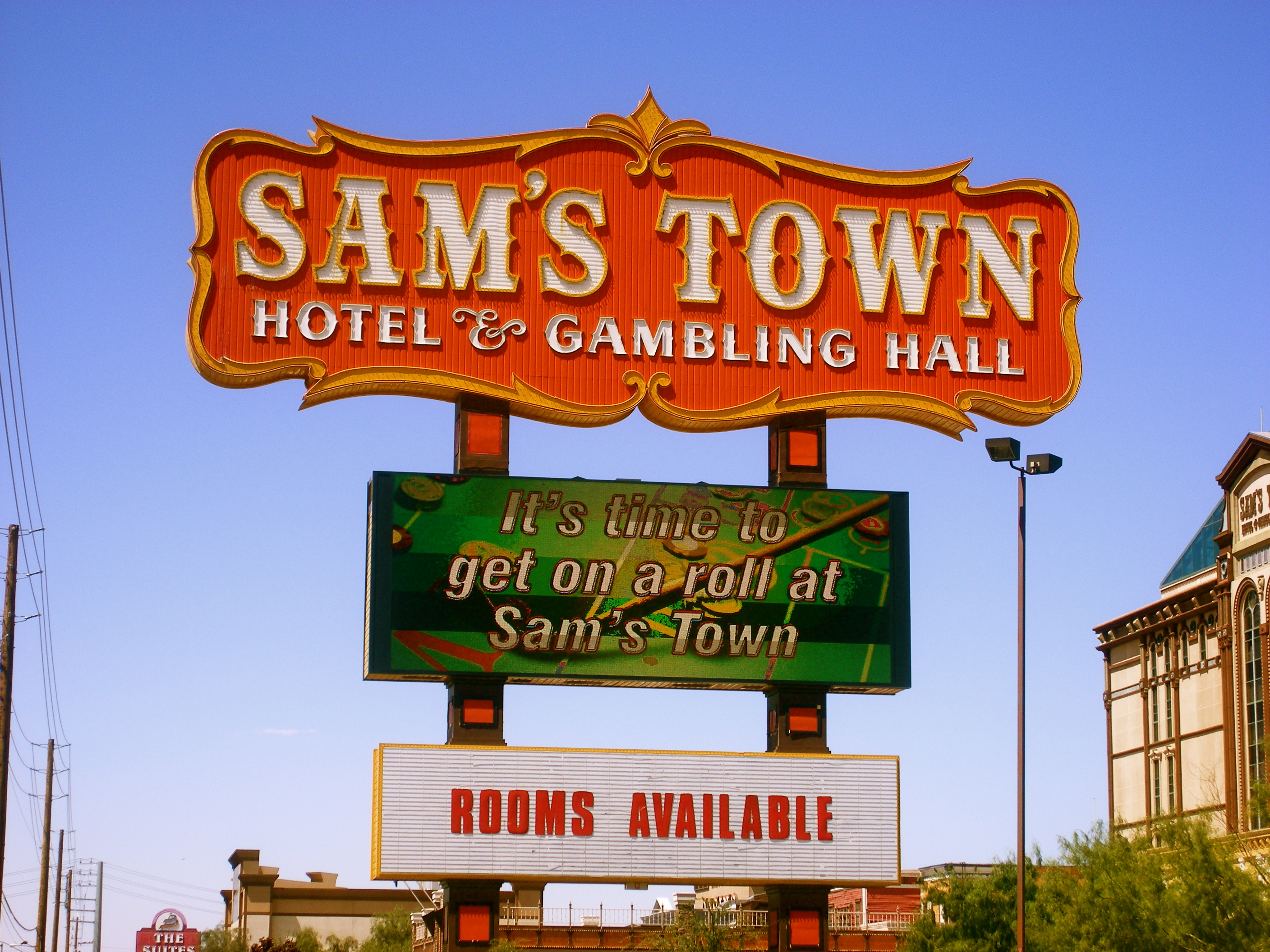
Sam's Town es el nombre de un casino ubicado en Las Vegas, ciudad natal de la banda.

El segundo álbum de The Killers, Sam's Town, fue lanzado en octubre de 2006 a través de Island Def Jam Music Group. Por parte de la crítica, fue recibido de manera mixta: algunos elogiaron el álbum y la evolución de la banda, mientras que otros lo criticaron y se burlaron de él, en especial la revista Rolling Stone. El nuevo material vendió más de 706.000 copias en todo el mundo en su primera semana de lanzamiento, alcanzando el puesto número dos en la lista estadounidense de Billboard y el puesto número uno en las listas del Reino Unido. Además, ha sido certificado 5 y 4 veces con disco de platino en el Reino Unido e Irlanda, respectivamente; 2 veces con platino en Australia, Canadá y Nueva Zelanda; con platino en Estados Unidos; y con oro en Alemania, Argentina, Bélgica y Rusia.
The Killers grabaron una sesión en vivo en Abbey Road Studios el 29 de noviembre de 2006 para el programa Live from Abbey Road. Realizaron una presentación casi totalmente unplugged, la cual incluía una versión del éxito de Dire Straits, «Romeo and Juliet». En diciembre de 2006, la banda lanzó un sencillo navideño (el primero de lo que sería una tradición anual), «A Great Big Sled», cuyas ganancias fueron destinadas a la campaña Product Red.
En febrero de 2007, The Killers asistieron a los Premios Brit en el Reino Unido, donde interpretaron «When You Were Young». La banda ganó dos premios: mejor grupo internacional y mejor álbum internacional. En ese mismo mes, el vídeo musical dirigido por Tim Burton, «Bones», ganó en la categoría de mejor vídeo en los Premios NME. Durante la gira de Sam's Town, The Killers tocaron en el Madison Square Garden por primera vez, además de participar en una serie de festivales importantes de Europa como el festival de Glastonbury.
La banda lanzó un álbum recopilatorio llamado Sawdust en noviembre de 2007, el cual incluía lados B, rarezas y material inédito. Sawdust fue certificado con disco de platino en el Reino Unido. El primer sencillo del álbum fue «Tranquilize», que tuvo la colaboración de Lou Reed, el cual fue lanzado en octubre de 2007. El álbum también incluyó un cover de la canción «Shadowplay», original de Joy Division, que fue grabado para la banda sonora de la película Control dirigida por Anton Corbijn.

### 2007-2009:Day & Agey receso
```
The killers recorded the CD In March 2007 Para el tercer álbum de estudio, la banda escogió a 
Stuart Price
 para que se encargara de la producción. Price había hecho anteriormente 
remixes
 de The Killers bajo el apodo de 
Jacques Lu Cont
; el más destacado de ellos, el remix de «Mr. Brightside». El grupo y el productor se conocieron en el año 2007 en la casa de este último, ubicada en Londres, con el fin de discutir la posibilidad de que Price produjera algunos de los temas inéditos del álbum de lados B, 
Sawdust
. Sin embargo, esa misma noche, terminaron en el estudio ubicado en la misma casa grabando el 
demo
 de «
Human
», una nueva canción que sería el primer sencillo de 
Day & Age
. Cinco meses después del término de la gira de 
Sam's Town
, la banda comenzó con las grabaciones, enviando las nuevas ideas a Price a través de 
Logic Pro
. La banda terminó de grabar el álbum en los 
estudios Battle Born
 en 
Las Vegas
 junto a Price.
[
34
]
```

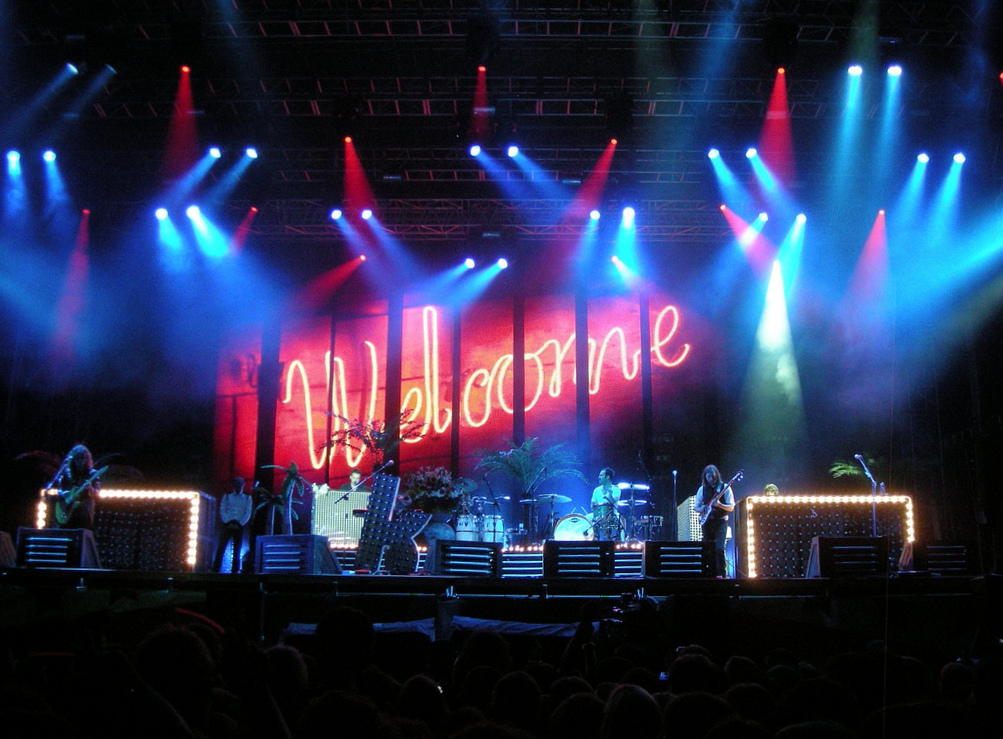
The Killers en concierto durante 2009.

El tercer álbum de The Killers, Day & Age, fue lanzado el 24 de noviembre de 2008 en el Reino Unido y el 25 de noviembre del mismo año en Estados Unidos. Brandon Flowers afirmó que la grabación era «como mirar a Sam's Town desde Marte» y que, además, era «el álbum más alegre» de la banda. Day & Age se convirtió en el tercer disco del grupo en alcanzar el número uno en el Reino Unido e Irlanda, donde, además, alcanzó el puesto número seis en la lista estadounidense Billboard 200. Por otra parte, fue certificado 4 veces con disco de platino en el Reino Unido e Irlanda; en Alemania, Australia, Canadá y Nueva Zelanda fue certificado solamente con disco de platino; y en Austria, Estados Unidos, Grecia, el Medio Oriente, México, Noruega y Suecia con disco de oro.
En febrero de 2009, la banda ganó en la categoría de Mejor Banda Internacional de los premios NME, siendo la tercera vez en ganar en esa misma categoría, tal como lo hizo en 2005 y en 2008. La gira mundial en la que se embarcaron fue un gran éxito, tocando en todos los continentes, a excepción de la Antártica, y siendo partícipes de los festivales estadounidenses Lollapalooza y Coachella por primera vez. La gira fue nombrada como una de las cincuenta mejores del mundo de 2009. El 5 y el 6 de julio del mismo año, en el Royal Albert Hall de Londres, The Killers grabaron su primer DVD en vivo titulado Live from the Royal Albert Hall. Fue lanzado en noviembre y fue reproducido en varios cines alrededor del mundo. Live from the Royal Albert Hall fue certificado dos veces con disco de platino en el Reino Unido; con solamente platino en Estados Unidos y Australia; y con oro en Irlanda y Brasil.
En enero de 2010, la banda anunció que se tomaría un breve descanso tras estar en la escena musical casi ininterrumpidamente durante más de seis años. El receso duró alrededor de un año y medio, y, durante ese tiempo, los miembros de la banda se dedicaron a sus proyectos en solitario, mientras que el grupo en sí hizo apariciones esporádicas.
Posteriormente, a fines de febrero de 2010, la madre de Brandon Flowers falleció tras haber estado dos años luchando contra un tumor cerebral. Esto dio lugar a las cancelaciones de las fechas de la gira en Asia. Dos fechas australianas en Sídney y Perth también se cancelaron; sin embargo, los conciertos de Gold Coast y Melbourne sí se celebraron, con la gira llegando a su fin en esta última ciudad el 21 de febrero en el Good Vibrations Festival, organizado en Flemington Racecourse.

### 2010-2013: regreso yBattle Born
In August 2009 and January of 2010 the kilelrs began recording the album for the gorup to record and the group recorded from August 2009 to August 2012 and January 2010 lasting till End of August 2012 for the new songs for the days for the new songs   For the new songs for them for th new songs  for the new songs for the killers headlined millions of new cocnerts and and songs which was In January 2009 - October 2013 for the kilelrs In February 2013 played first official show since August 2009 La banda regresó a los escenarios cuando participaron en el nuevo festival internacional de Lollapalooza realizado en Santiago, Chile, el 2 de abril de 2011, actuando también en el cierre de la temporada de invierno en Top of the Mountain realizado en Ischgl, Austria, el 30 de abril de 2011. Además, encabezaron por segunda vez el festival Hard Rock Calling realizado en el Hyde Park de Londres el 24 de junio del mismo año. The Killers también fueron partícipes de la inauguración del nuevo festival Orlando Callinged realizado en Orlando, Estados Unidos, el 12 de noviembre. En abril de 2012, Tommy Marth, quien se encargó de tocar el saxofón en los álbumes Sam's Town y Day & Age, y de haber sido músico de apoyo en la gira de Day & Age, donde se puede apreciar tocando en el DVD Live from the Royal Albert Hall, fue encontrado muerto en su casa ubicada en Las Vegas. El reporte oficial confirmó que se trató de un suicidio.

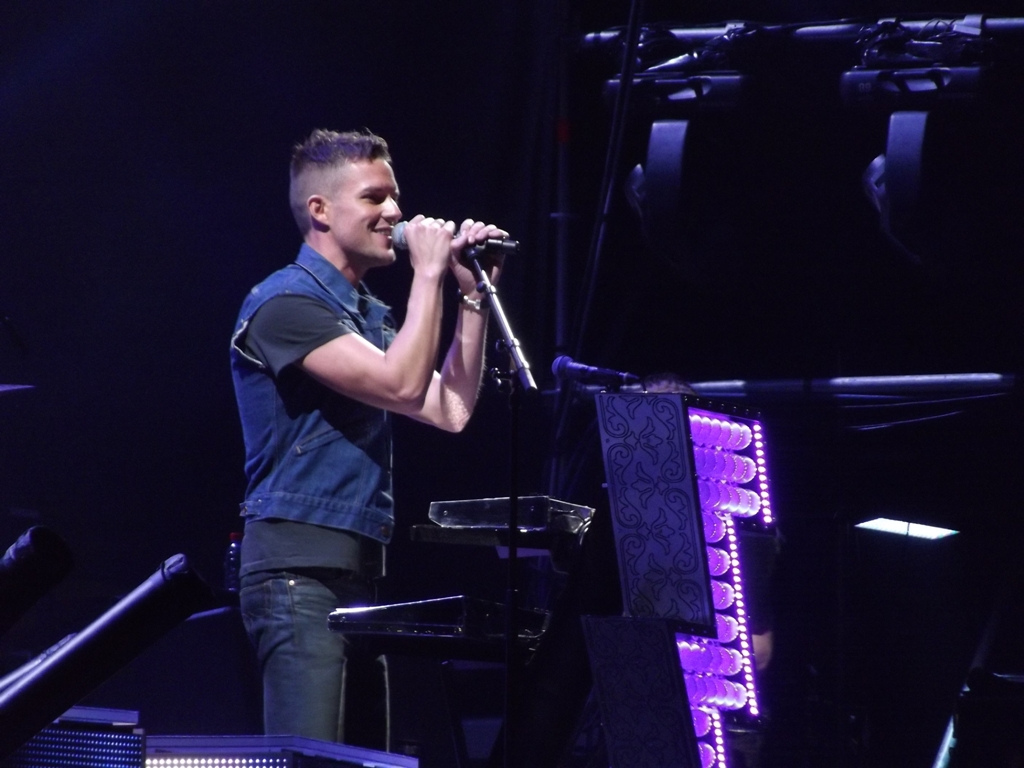
El vocalista Brandon Flowers durante una presentación realizada en 2012.

El cuarto álbum de estudio de The Killers, Battle Born, fue lanzado el 18 de septiembre de 2012. Durante las sesiones de grabación realizadas en el propio estudio de la banda, Battle Born Studios, el grupo trabajó con los productores Steve Lillywhite, Damian Taylor, Brendan O'Brien, Stuart Price y Daniel Lanois. El álbum fue mezclado por Alan Moulder, quien anteriormente había trabajado en los dos primeros álbumes de The Killers. El álbum se convirtió en el cuarto de la banda en llegar al puesto número 1 en el Reino Unido e Irlanda, y ha sido certificado con disco de platino en el Reino Unido y con disco de oro en Irlanda, México y Australia.
La gira de Battle Born ha sido la más larga de la banda, en donde incluso llegaron a visitar nuevos países como Rusia y China. El 22 de junio de 2013, la banda hizo su concierto más masivo hasta la fecha en el Estadio de Wembley, el cual tiene una capacidad para 90.000 personas, en donde interpretaron una canción hecha para la ocasión. Las críticas del concierto fueron muy positivas.

La banda una vez más estuvo en los principales escenarios de Europa, Australia, Sudamérica y Norteamérica. En octubre de 2013, la banda encabezó el festival inaugural Life Is Beautiful en su ciudad natal de Las Vegas, concluyendo con la gira mundial de Battle Born.

### 2013-2016:Direct Hits
El 11 de septiembre de 2013, la banda publicó en su cuenta de Twitter una foto que contenía caracteres en código morse. La traducción de aquel mensaje era «The Killers Shot at the Night». El 16 de septiembre del mismo año, exactamente diez años después de su primera presentación en Londres, The Killers lanzaron «Shot at the Night», el primer sencillo de su primer álbum de grandes éxitos, Direct Hits, conmemorando así los diez años de la banda y, además, como requisito impuesto por su discográfica. En el vídeo del sencillo destacan las participaciones de Bella Heathcote y Max Minghella.
El álbum fue lanzado el 11 de noviembre de 2013 en una variedad de formatos, incluyendo una edición «Uber Deluxe» que contiene un libro álbum con la historia de la banda. El segundo sencillo en ser lanzado fue «Just Another Girl». En el vídeo se puede apreciar a Dianna Agron interpretando a Brandon Flowers en varias situaciones que hacen referencia a los diez años de historia de la banda.
El 2 de diciembre de 2013, la banda continuó con su tradición anual de lanzar un sencillo navideño, siendo esta vez el lanzamiento de «Christmas in L.A.», junto con la colaboración de Dawes, cuyas ganancias están destinadas a Product Red. Además, la banda será partícipe del festival Hangout Music 2014 por primera vez.
Los lectores de Gigwise escogieron a The Killers como el mejor espectáculo en vivo de 2013. Más de 134.000 votos fueron emitidos, donde el cuarteto de Las Vegas se quedó con la mayoría de estos.

### 2017-2019:Wonderful Wonderful
A finales de julio de 2017, la banda anunció su quinto disco de estudio, que salió a la venta el 22 de septiembre de 2017 y que tiene por título "Wonderful Wonderful". Conteniendo 10 canciones dentro de él: Wonderful Wonderful, The Man, Rut, Life To Come, Run For Cover, Tyson vs Douglas, Some Kind Of Love, Out Of My Mind, The Calling y Have All The Songs Been Written? Con The Man nominada a Best Track en los premios Q Awards.
El 13 de enero la banda publicó que estarían estrenando "Something New". Al día siguiente sería liberada la canción "Land of the Free".

### 2019-2020:Imploding the Mirage
El 15 de noviembre de 2019, The Killers anunció su sexto álbum de estudio titulado "Imploding the Mirage" para su lanzamiento en la primavera de 2020. Ese día, la banda también anunció una gira por los estadios del Reino Unido e Irlanda que tendrá lugar en mayo y junio de 2020. El 12 de marzo de 2020, la banda publicó el primer sencillo del álbum llamado "Caution". El 25 de abril de 2020, "Caution" alcanzó el puesto número 1 en la prestigiosa lista de Canciones Alternativas de Billboard, convirtiéndose así en la primera canción del grupo después de más de 13 años en alcanzar un nuevo número 1.
Los días 23 de abril y 16 de junio de 2020, publicaron el segundo "Fire in Bone" y el tercer sencillo "My Own Soul's Warning". El 15 de julio del mismo año, publicaron el vídeo oficial de este último sencillo. El álbum titulado bajo el nombre "Imploding the Mirage" finalmente fue lanzado el 21 de agosto de 2020. El día 29 de enero de 2021, sería publicada la versión deluxe del mismo, incluyendo una nueva pista llamada "C'est la Vie", así como versiones acústicas de "Caution" y "Blowback".

### 2020-actualidad:Pressure Machine

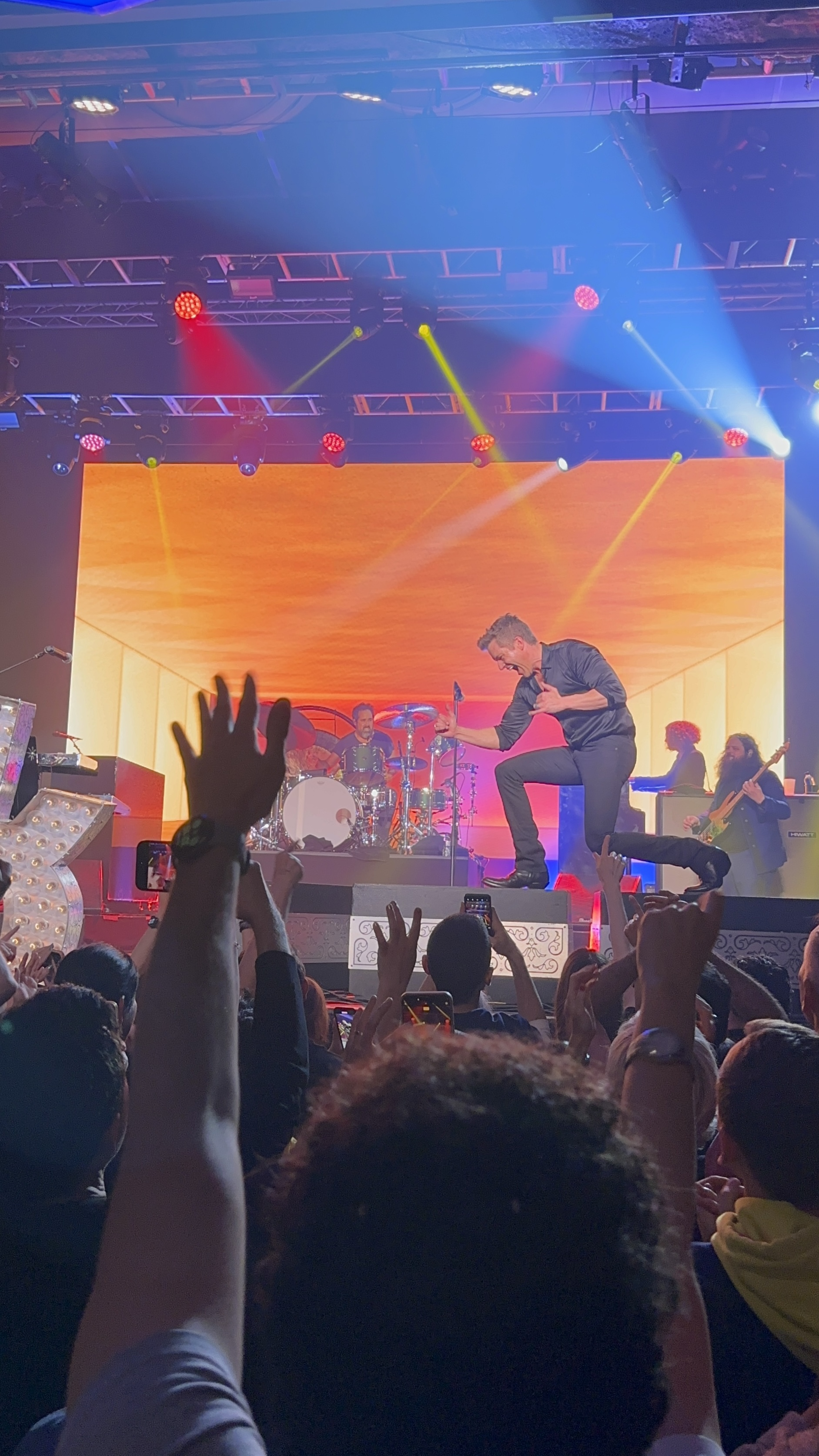
The Killers en la sala Razzmatazz de Barcelona (España), 2024

El fin de semana del lanzamiento de "Imploding the Mirage", Flowers reveló que la banda se encontraba en el estudio trabajando en su séptimo álbum de estudio. En enero de 2021, Dave Keuning se reunió con la banda en el estudio de nuevo para las grabaciones de su séptimo álbum de estudio. Keuning también dijo que él y Mark Stoermer están abiertos a tocar en vivo con la banda. También dijeron que la banda no solo tenía un álbum, sino probablemente dos discos, y que se convertiría en el mayor "cambio" para ellos en esta etapa de sus respectivas carreras. Durante una entrevista de podcast en junio, Vannucci reveló que el álbum se lanzaría en agosto.
El 10 de junio de 2021, Bruce Springsteen, anunció su colaboración con la banda. Días más tarde, Dave Keuning anunció que la banda estaba trabajando en su octavo álbum de estudio. El 19 de julio de 2021, la banda reveló la fecha y el título de su séptimo álbum, "Pressure Machine" para el 13 de agosto de 2021.

## Battle Born Studios y álbumes solistas
The Killers son dueños y usuarios de los Battle Born Studios. Los miembros que han utilizado estos estudios para sus propios proyectos han sido:
- Brandon Flowers, quien lanzó su exitoso álbum Flamingo a través de Island Records.[62] El sencillo «Crossfire» se convirtió en el quinto sencillo de Flowers en entrar a los diez mejores del Reino Unido, incluyendo su trabajo previo con The Killers.
- Ronnie Vannucci, quien lanzó el álbum Big Talk de su banda homónima bajo su discográfica independiente, Little Oil, con la ayuda de Epitaph Records.[63]
- Mark Stoermer, quien lanzó Another Life.[64] Stoermer, además, produjo el tercer álbum de Howling Bells, The Loudest Engine, lanzado en 2011.[65][66]

## Miembros
| Miembros actuales - Brandon Flowers: vocalista, piano, teclado, sintetizador (2001-presente), bajo eléctrico (2001, 2002-presente), guitarra (2020-presente, en estudio) - Dave Keuning: guitarra líder, piano, corista (2001-2017, 2020-presente, en hiatus de las giras entre 2017 y 2020 y desde 2022, en hiatus de las grabaciones entre 2017 y 2020) - Mark Stoermer: bajo eléctrico, guitarra rítmica, corista (2002-2020, 2022-presente, en hiatus de las giras desde 2016, en hiatus de las grabaciones entre 2020 y 2022) - Ronnie Vannucci Jr.: batería, percusión, sintetizador, corista (2002-presente), guitarra (2017-2022, en estudio) Antiguos miembros - Dell Neal: bajo eléctrico (2001-2002) - Matt Norcross: batería (2001-2002) - Brian Havens: batería (2002) | Músicos de apoyo en giras - Ted Sablay: guitarra, teclado, corista (2006-2007, 2011-presente) - Jake Blanton: bajo eléctrico, teclado, guitarra, corista (2011-presente) - Robbie Conolly: teclado, guitarra, corista (2017-presente) - Erica Canales: corista (2017-presente) - Taylor Milne: guitarra, teclado, corista (2017-2020, 2022-presente) - Melissa Mcmillan: corista (2021-presente) - Tori Allen: corista, guitarra, violín (2017-presente) Antiguos músicos de apoyo - Rob Whited: percusión, corista (2006-2014) - Bobby Lee Parker: guitarra (2008-2011) - Tommy Marth: saxofón, corista (2008-2010, muerto en 2012) - Ray Suen: teclado, guitarra, violín, corista (2008-2010) - Brian Karscig: guitarra, teclado, corista (2016) - Amanda Brown: corista (2017-2018) - Danielle Withers: corista (2017-2018) |

## Discografía

### Álbumes de estudio
- 2004: Hot Fuss
- 2006: Sam's Town
- 2008: Day & Age
- 2012: Battle Born
- 2017: Wonderful Wonderful
- 2020: Imploding the Mirage
- 2021: Pressure Machine

### Álbumes recopilatorios
- 2007: Sawdust
- 2011: (RED) Christmas EP (EP recopilatorio)
- 2013: Direct Hits
- 2016: Don't Waste Your Wishes
- 2023: Rebel Diamonds

### DVD
- 2009: Live from the Royal Albert Hall

## Giras
- 2003-2005: Hot Fuss Tour
- 2006-2007: Sam's Town Tour
- 2008-2010: Day & Age World Tour
- 2012-2014: Battle Born World Tour
- 2017-2018: Wonderful Wonderful World Tour
- 2021-2022: Imploding the Mirage World Tour

## Premios y reconocimientos
The Killers han sido nominados para siete Premios Grammy, siete Premios Brit y veinticuatro Premios NME. Además, han sido ganadores del Premio ASCAP Vanguard.
The Killers han ganado en cuatro ocasiones en la categoría «Mejor banda internacional» de los Premios NME en los años 2005, 2008, 2009 y 2013. Incluso la banda ganó un Premio Brit como «Mejor grupo internacional» en 2006. Además, ganaron en la categoría de «Mejor grupo de rock» en los MTV Europe Music Awards de 2006. Hasta la fecha, el grupo ha obtenido seis nominaciones a «Mejor banda internacional» de los Premios NME, tres nominaciones a «Mejor grupo internacional» en los Premios Brit y tres nominaciones a «Mejor grupo de rock» en los MTV Europe Music Awards.
Reconocimientos del público:
| Publicación   | País           | Reconocimiento                                   | Año  | Lugar |
| ------------- | -------------- | ------------------------------------------------ | ---- | ----- |
| Gigwise       | Reino Unido    | Mejor espectáculo en vivo de 2013 según lectores | 2013 | 1     |
| Rolling Stone | Estados Unidos | Mejor álbum del año según lectores: Day & Age    | 2008 | 1     |
| Rolling Stone | Estados Unidos | Mejor álbum del año según lectores: Battle Born  | 2012 | 2     |
| The Guardian  | Reino Unido    | Banda del año 2008 según lectores                | 2008 | 1     |

Certificaciones de ventas:
- Hot Fuss ha vendido más de 7 millones de unidades alrededor del mundo, siendo el 26° álbum más vendido de los años 2000 en el Reino Unido. Estuvo 173 semanas en las listas de álbumes del Reino Unido, más tiempo que cualquier otro álbum.[69]
- Sam's Town ha vendido más de 5 millones de unidades alrededor del mundo. En el Reino Unido, Sam's Town fue el 70° álbum más vendido de los años 2000.
- Sawdust ha vendido más de 1 millón de unidades alrededor del mundo.
- Day & Age ha vendido más de 3 millones de unidades alrededor del mundo.
- Live from the Royal Albert Hall ha vendido más de 500.000 unidades alrededor del mundo.
- Battle Born vendió más de 1 millón de unidades únicamente en 2012.

Reconocimientos de la crítica:
- Hot Fuss fue escogido como el mejor álbum debut de todos los tiempos por los lectores de Gigwise.[70]
- Hot Fuss quedó en el puesto N° 33 de los 100 mejores álbumes debut de todos los tiempos según la revista Rolling Stone y en el puesto N° 9 según los lectores de esta.[71][72]
- Hot Fuss fue incluido entre los 1.001 álbumes que hay que escuchar antes de morir.
- Hot Fuss quedó en el puesto N° 495 de los 500 mejores álbumes de todos los tiempos según NME.[73]
- «Mr. Brightside» quedó en el puesto N° 116 de las 500 mejores canciones de todos los tiempos según NME.[74]
- «All These Things That I've Done» quedó en el puesto N° 65 dentro de las 100 mejores canciones de todos los tiempos según The Daily Telegraph.[75]

Reconocimientos de la radiodifusión:
- Once canciones de The Killers fueron incluidas en el libro 1000 Greatest Songs of All Time —en español: «Las 1.000 mejores canciones de todos los tiempos»— lanzado por la radio XFM. Además, Brandon Flowers, líder de la banda, escribió un prólogo para el libro.[76] Dentro de aquella lista, entre las 10 mejores se encuentran «All These Things That I've Done» (#10), «When You Were Young» (#4) y «Mr. Brightside» (#1).
- «Mr. Brightside» fue escogida como la mejor canción de la década por los oyentes de XFM.[77] «Somebody Told Me» también fue incluida en la lista, obteniendo el puesto #9.[77]
- «Mr. Brightside» fue escogida como la mejor canción de la década por los oyentes de Absolute Radio.[78] «All These Things That I've Done» también fue incluida en la lista, obteniendo el puesto #9.

## Activismo y filantropía

### Activismo político
Invitados por el presidente de Estados Unidos, Barack Obama, la banda tocó en el jardín de la Casa Blanca el 4 de julio de 2010 con motivo de la segunda edición de «Salute To The Military», organizado por la United Service Organizations como parte de las celebraciones del Día de la Independencia, y del cual Flowers describió como un «honor monumental». A pesar del receso, la banda se reunió para interpretar «Human», «Somebody Told Me», «Mr. Brightside», «A Dustland Fairytale», «Read My Mind», «When You Were Young» y una pequeña estrofa de «God Bless America». Posteriormente, el 8 de julio de 2010, Flowers, Keuning y Stoermer tocaron en un acto de campaña en el estado de Nevada para Obama y para la Mayoría del Senado estadounidense, incluyendo a Harry Reid, quien iba a la reelección. The Killers interpretaron una versión acústica de «Read my Mind» e hicieron una versión del himno del estado, «Home Means Nevada».
En febrero de 2011, Flowers tuvo un almuerzo privado con Mitt Romney durante la visita de este último a la convención del Partido Republicano realizado en Nevada, Estados Unidos. En octubre de 2012, Flowers confirmó que la banda había rechazado una oferta para apoyar a Romney y afirmó que la banda se mantendría neutral para las elecciones presidenciales de 2012.

### Sencillos navideños
Anualmente, The Killers han estado involucrados con la campaña Product Red liderada por Bono y Bobby Shriver. Hasta la fecha, la banda ha lanzado nueve canciones navideñas con sus respectivos vídeos musicales: «A Great Big Sled» (2006), «Don't Shoot Me Santa» (2007), «Joseph, Better You Than Me» (2008), «¡Happy Birthday Guadalupe!» (2009), «Boots» (2010), «The Cowboys' Christmas Ball» (2011), «I Feel It in My Bones» (2012), «Christmas in L.A.» (2013), «Joel the Lump of Coal» (2014) y « Dirt Sledding» (2015). El 30 de noviembre de 2011, The Killers lanzaron (RED) Christmas EP a través de iTunes, el cual contiene las seis canciones navideñas que habían sido lanzadas hasta esa fecha. Todas las ganancias de aquellas canciones son donadas a la campaña Product Red, la cual lucha contra el sida en África. A la hora de grabar las canciones, han obtenido las colaboraciones de Elton John, Neil Tennant (del dúo Pet Shop Boys), Toni Halliday (de la banda Curve), Wild Light, Mariachi El Bronx y Dawes.

### Canciones solidarias
La canción de The Killers «Goodnight, Travel Well» fue utilizada con el fin de crear conciencia sobre la trata de personas, campaña que fue encabezada por la Unicef, MTV EXIT y la Agencia de los Estados Unidos para el Desarrollo Internacional. Además, la canción «Hotel California» de Eagles fue versionada por la banda para Rhythms del mundo con el fin de recaudar fondos contra los desastres climáticos que se estaban viviendo en aquella época.